# Clitheroe Castle

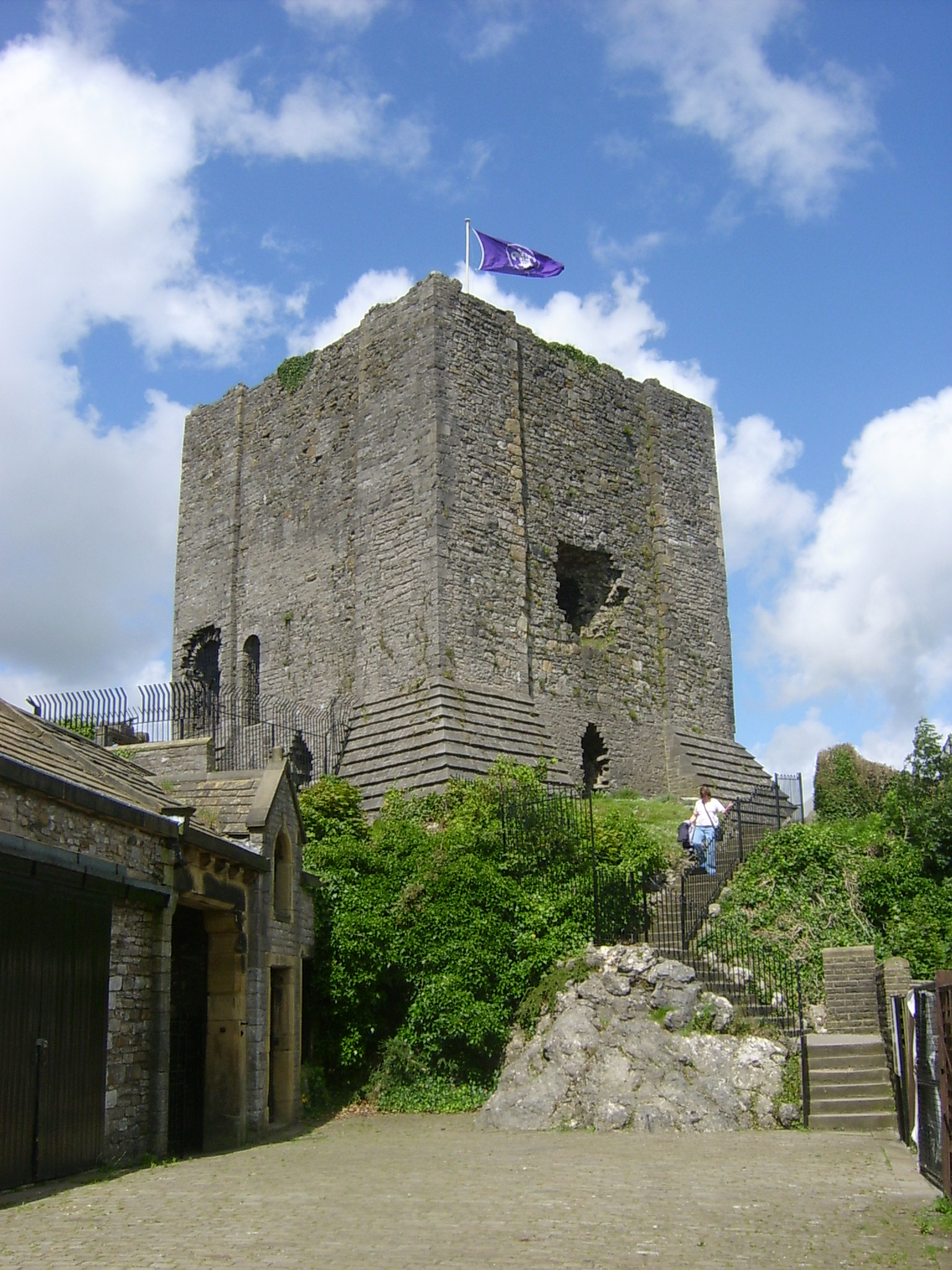
Der Donjon von Clitheroe Castle im August 2007

Clitheroe Castle ist eine Burgruine in der Stadt Clitheroe in der englischen Grafschaft Lancashire. Die frühmittelalterliche Burg war der Caput des Honour of Clitheroe, eines weitläufigen Anwesens in den Pennines.
Die Anfänge ihrer Geschichte liegen im Dunkeln, aber sie soll normannischen Ursprungs sein, vermutlich im 12. Jahrhundert gebaut. Das Anwesen gehörte der Familie De Lacy und fiel später an das Earldom und schließlich das Herzogtum Lancaster. 1660 kam die Burg in den Besitz von George Monck, 1. Duke of Albemarle und blieb bis 1920 in privater Hand. Dann wurde sie an die Bevölkerung von Clitheroe zum Bau eines Kriegerdenkmals verkauft. Heute ist in den Gebäuden das Clitheroe Castle Museum untergebracht.
Der Donjon ist der zweitkleinste bis heute erhaltene steinerne Donjon in England. Seit 10. April 1915 gilt die Burgruine als Scheduled Monument. English Heritage hat sie seit 19. Mai 1950 als historisches Gebäude I. Grades gelistet.

## Geschichte

### Hintergrund
Nach der normannischen Eroberung Englands war die angelsächsische Harde Blackburnshire Teil eines Lehens, das an Roger Poitevin vergeben wurde, und das Domesday Book zeigt, dass er es an Roger de Busli und Albert de Gresle weitervergeben hatte. Clitheroe wird namentlich nicht genannt und man nimmt an, dass Blackburn früher das Verwaltungszentrum war. Während der Regentschaft von Wilhelm Rufus gab De Poitou Blackburnshire und das Gebiet von Bowland nördlich des River Ribble (unter Craven im Domesday Book) an den englischen Baron Pontefract, Robert de Lacy. Als De Poitou 1102 seine englischen Ländereien verlor, erlaubte König Heinrich I. De Lacy nicht nur, diese Ländereien zu behalten, sondern gab ihm noch die von Chipping, Aighton und Dutton dazu. Clitheroe wurde das Zentrum dieses Honours.
Das Tal des River Ribble bildete lange Zeit eine wichtige Transportroute; eine römische Straße verläuft dort nur wenig südlich des Burggeländes. Der steile Kalksteinfelssporn, der sich 39 Meter über das umgebende Land erhebt, ist strategisch günstig gewählt, um den Durchgang zu sperren und einen guten Ausblick über die Umgebung zu erhalten.

### Ursprung

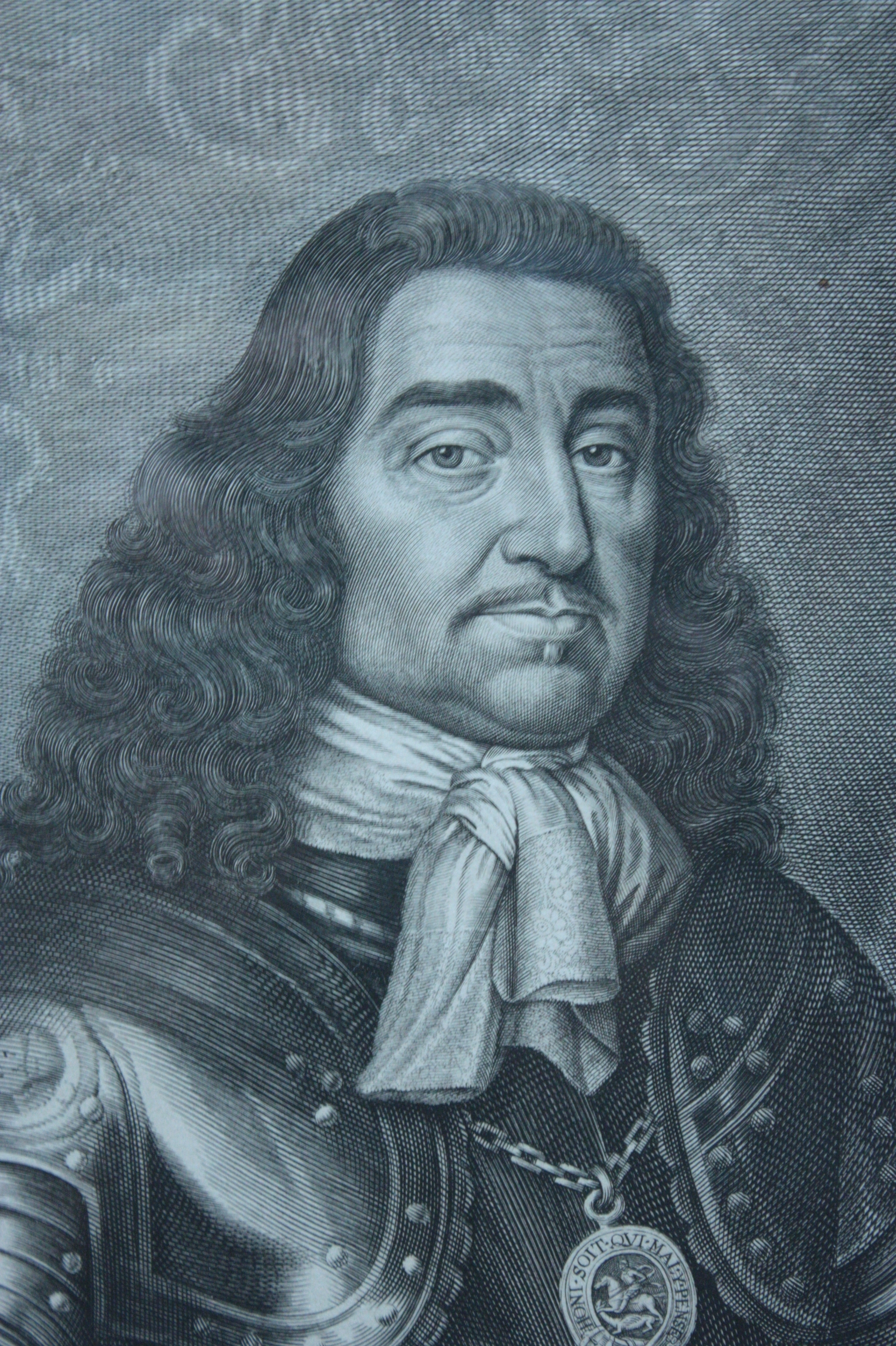
Der Duke of Albemarle erhielt die Burg 1660 von König Karl II.

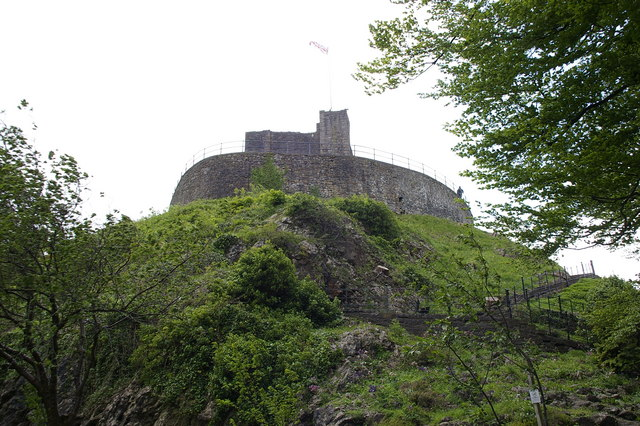
Der Donjon und ein Teil der bis heute erhaltenen Kurtine.

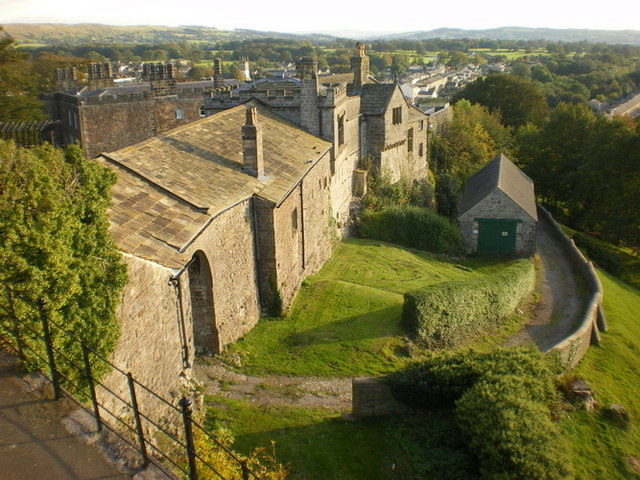
Die Stallungen und das Gerichtsgebäude, spätere Zubauten von der Kurtine aus.

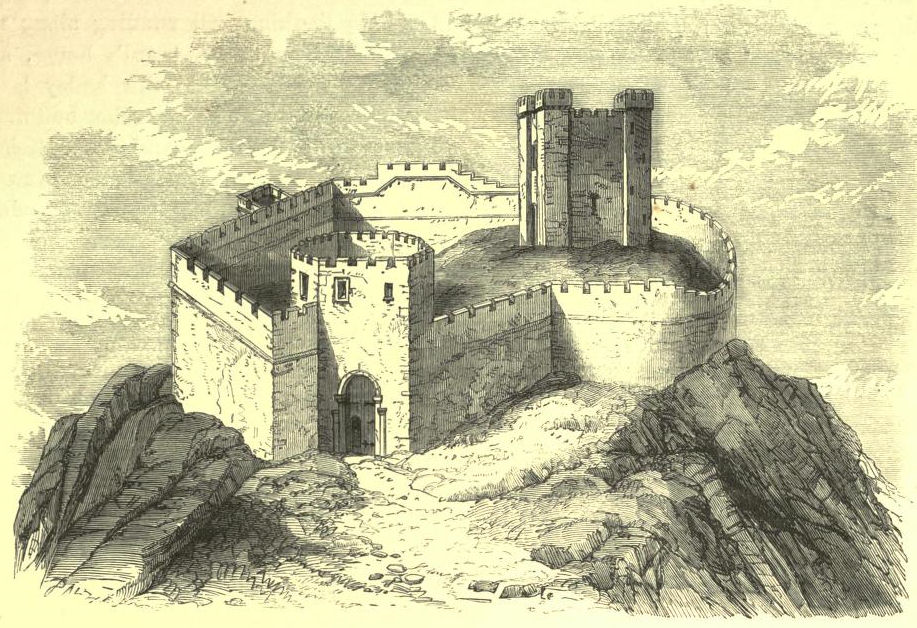
Gravierung, geschaffen für A history of the original Parish of Whalley, and honor of Clitheroe, 4. Auflage, auf seiner um 1650 entstandenen Skizze.

Ein Dokument aus dem 14. Jahrhundert namens Historia Laceiorum schreibt den Bau der Burg Robert de Lacy († 1193), dem Enkel des ersten Robert de Lacy, zu.:S. 46 Auch wenn es allgemein anerkannt ist, dass er den Donjon bauen ließ, nimmt man an, dass einige der Befestigungen auf dem Burggelände damals bereits existierten.
Man hat darüber spekuliert, ob eine hölzerne Festung an dieser Stelle bereits vor der normannischen Eroberung Englands existierte. Eine Referenz zu castellatu Rogerii pictaviensis im Eintrag im Domesday Book für das nahegelegene Barnoldswick hat zu der Ansicht geführt, dass sie erstmals vor 1086 von Roger Poitevin errichtet wurde. Andere sind der Ansicht, dass diese Passage sich eher auf Lancaster Castle bezieht.
Es wird angenommen, dass sich in Clitheroe 1102 eine Burg befunden habe, da Robert de Lacy Grundstücke, die vorher Orme le Engleis gehört hatten, in der Kernburg und darunter, an Ralph le Rous vergab. Eine Charta von 1122 erwähnt auch die Burgkapelle. Im Sommer 1138 verheerte eine schottische Streitmacht unter William FitzDuncan die Gegend und schlug eine englische Streitmacht in der Schlacht von Clitheroe. Auch wenn die Burg in den bekannten Berichten über die Schlacht nicht erwähnt wurde,:S. 51 könnte sie dennoch der Grund für die Wahl des Ortes der Schlacht gewesen sein.

### Spätes 12. Jahrhundert bis 14. Jahrhundert
Weitere Bauarbeiten ließ Ende des 12. Jahrhunderts Robert de Lacy († 1193) durchführen. Dieser starb ohne Erben und seine Ländereien fielen an seine Base und deren Enkel Roger, den Konstabler von Chester Castle. Dieser änderte seinen Familiennamen in De Lacy und seine Nachkommen waren ab 1232 auch Earls of Lincoln.
Wegen der Rebellion des Bruders Johann von König Richard I. in den 1190er-Jahren war die Burg mit einer Garnison belegt.:S. 52 Anfang des 14. Jahrhunderts wurden Reparaturen an den Gebäuden in der Burg ausgeführt und ein neues Tor gebaut. Nachdem Henry de Lacy, 3. Earl of Lincoln, 1311 in London gestorben war, ging das Eigentum an seinen Ländereien auf Thomas of Lancaster, 2. Earl of Lancaster, über, der mit der Tochter und Erbin Henry de Lacys, Alice, verheiratet war. Als Sir Adam Banastre 1315 eine Rebellion gegen den Earl anführte, war Clitheroe Castle eine der Burgen, von der Waffen geplündert wurden. Das Eigentum des Earls of Lancaster fiel nach dessen Verurteilung und Tod 1322 heim, seinem Bruder Henry wurden seine Ländereien zugesprochen, die später Teil des Herzogtums Lancaster wurden.

### 15. bis 17. Jahrhundert
Im 15. Jahrhundert wurden weitere Reparaturarbeiten unternommen und 1425 eine neue Schlafkammer angebaut. In den Rosenkriegen ordnete König Eduard IV. Reparaturen für £ 200 an der Burg an, danach scheint sie verfallen zu sein. Aufzeichnungen des Herzogtums über das Honour zeigen, dass die Burg in den 1480er-Jahren sowohl einen Konstabler als auch einen Kustodian hatte. Ein Bericht von 1602 beschreibt die Burg als sehr ruinös und warnt davor, dass die Gebäude einzustürzen drohten. Ein weiterer Bericht von 1608 stellt fest, dass Teile der verfallenen Gebäude bereits eingestürzt seien.
1644, im englischen Bürgerkrieg, hinterließ Prinz Ruprecht auf seinem Weg zum Entsatz der parlamentaristischen Belagerung von York eine Garnison auf der Burg. Sie reparierten den Haupteingang und bestückten die Burg mit Vorräten, nur um sie nach der Niederlage der royalistischen Truppen in der Schlacht von Marston Moor wieder aufzugeben. Als sich die Miliz von Lancashire 1649 auflösen sollte, weigerte sie sich und besetzte die Burg eine kurze Zeit lang während eines Streites über nicht bezahlten Sold. Im selben Jahr fand sich Clitheroe Castle unter den Burgen, die auf Anweisung des Parlaments geschleift werden sollten, um ihre weitere militärische Nutzung zu verhindern. Allerdings ist nicht sicher, was daraufhin an der Burg tatsächlich zerstört wurde.
1660 vergab König Karl II. die Burg und ihr Honour als Belohnung an George Monck, 1. Duke of Albemarle, weil dieser ihm geholfen hatte, die Krone wiederzuerlangen. Ab dem Ende des 17. Jahrhunderts wurde die Burg Sitz des Stewards des Honours.

### 18. Jahrhundert bis heute
Das Eigentum an der Burg wurde anschließend in der Familie weitervererbt auf die Dukes of Buccleuch. Ein Grundriss der Burg von 1723 soll entstanden sein, als ein neues Haus für den Steward gebaut wurde. Aber es scheint, dass etwa in dieser Zeit ein großer Teil der verbleibenden Kurtine abgerissen wurde und an ihrer Stelle terrassierte Gärten angelegt wurden. Die Burg wurde bis 1822 als Verwaltungszentrum für Blackburnshire genutzt. Dann wurde für diesen Zweck die Stadthalle in der Church Street gebaut.
1848, als die Ruine des Donjons einzustürzen drohte, entschloss man sich, eine Reihe weiterer Reparaturen durchzuführen. Mindestens £ 221 wurden für die Arbeiten ausgegeben, die den Neubau des Treppenturmes, umfangreiche Arbeiten an der Ostecke, die teilweise Neuverkleidung innen und außen mit Kalkstein aus Chatburn und den Anbau einer Reihe von Strebewerken an der Südwest- und Südostwand umfassten.
Das Burganwesen erwarb das damalige Borough Council nach öffentlicher Ausschreibung im November 1920 von John Douglas-Scott-Montagu. 2. Baron Montagu of Beaulieu für £ 9500, um ein Kriegerdenkmal für die 260 Soldaten aus der Stadt zu bauen, die im Ersten Weltkrieg gefallen waren.
Ende der 1980er-Jahre wurden an der Südostfassade der Donjons umfangreiche Erhaltungsarbeiten durchgeführt. Als Teil des Neuaufbaus des Museums wurden 2008 weitere Restaurierungsarbeiten am Donjon durchgeführt und die erste Prospektion einschließlich Versuchsgrabungen auf dem Gelände abgeschlossen.

## Aufbau

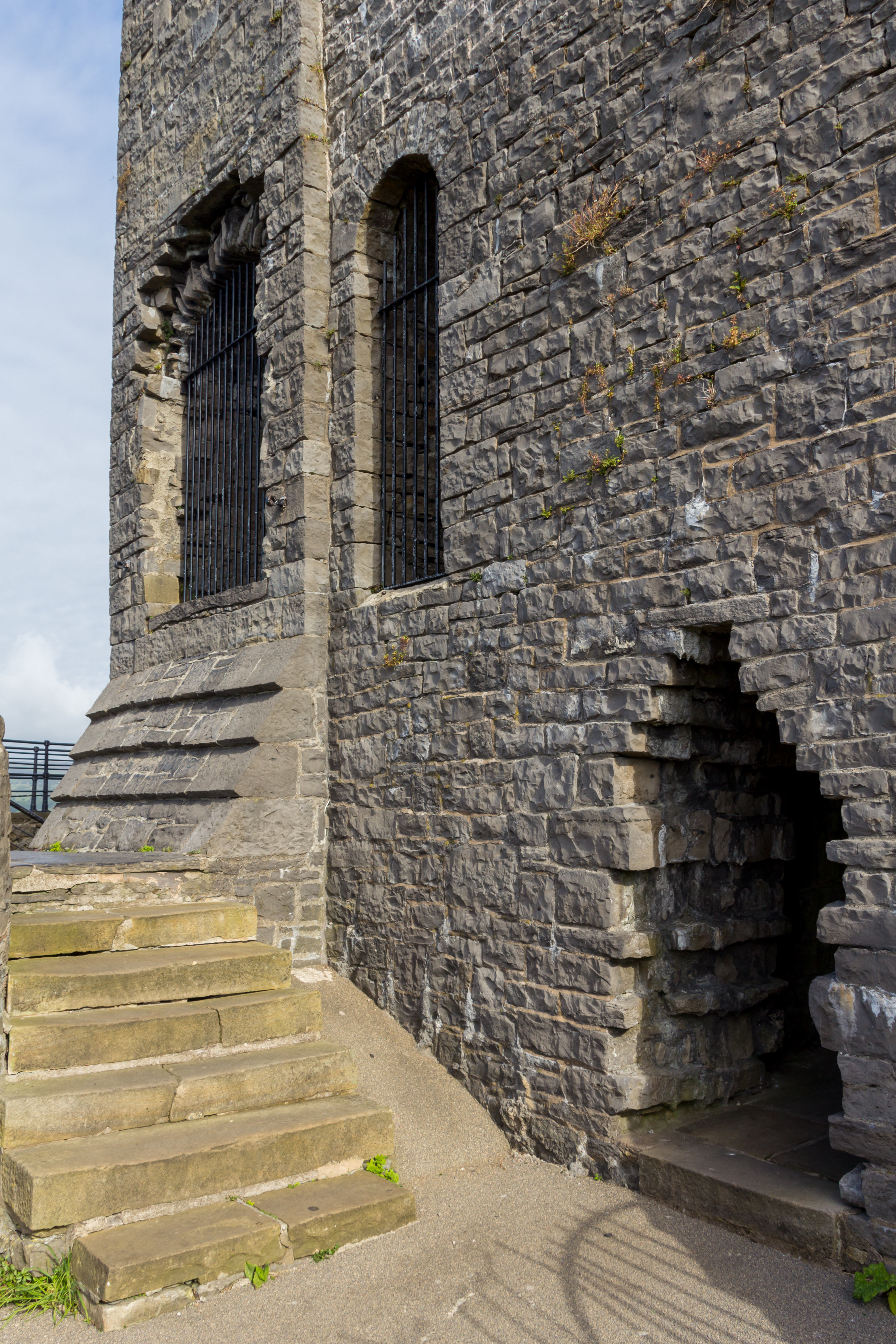
Nur eine dieser Öffnungen soll ein Eingang gewesen sein.

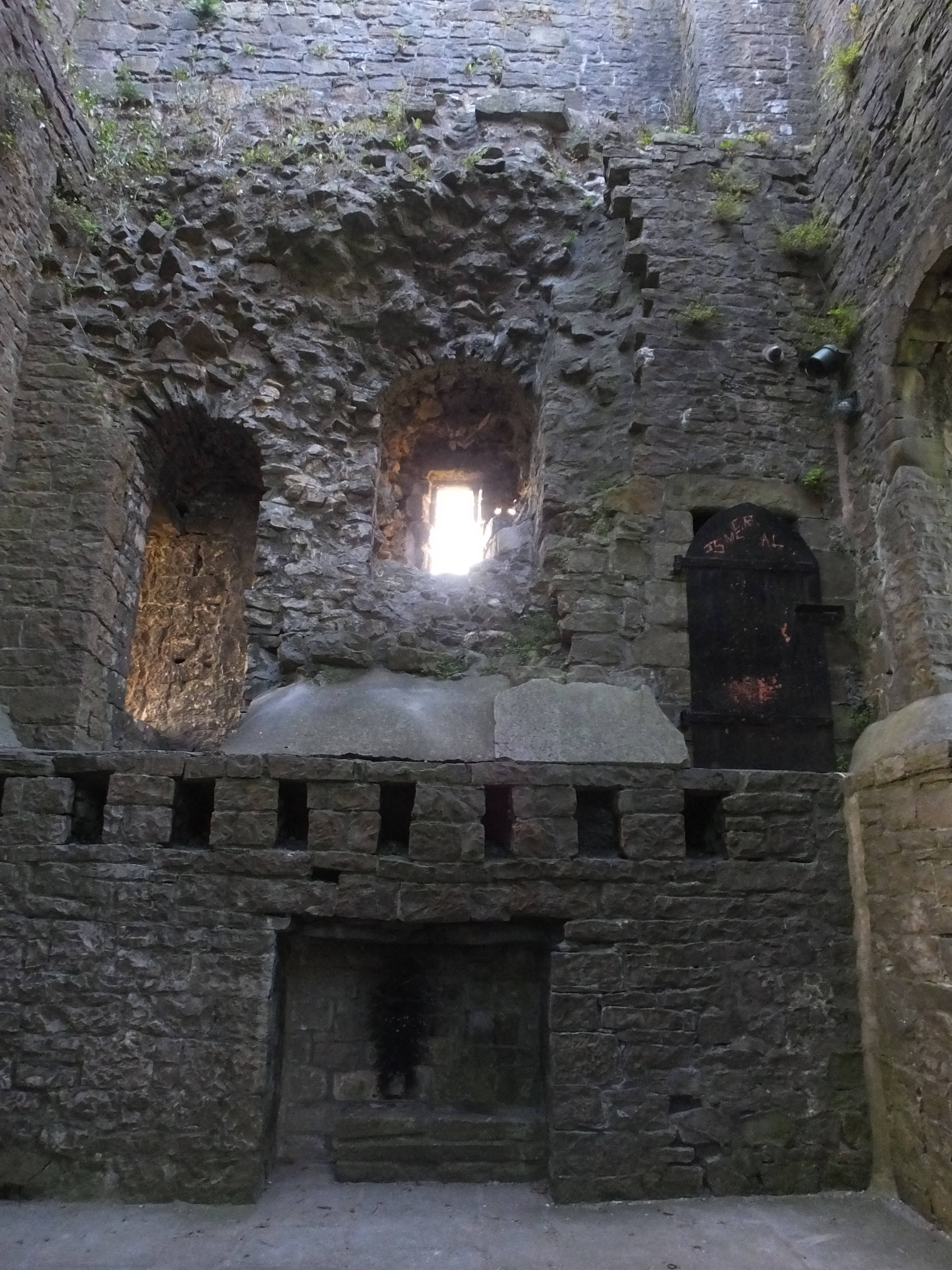
Die Nordwestseite des Inneren des Donjons zeigt die Öffnungen im 1. Obergeschoss (Die Tür begrenzt den Zugang zum Treppenhaus.)

Das Dokument über das Scheduled Monument klassifiziert Clitheroe Castle als Enclosure Castle, weil das wichtigste Verteidigungswerk die Kurtine war, die um das Gelände verlief. Es handelte sich im Wesentlichen um eine Motte, die den natürlichen Felssporn als Mound nutzte. Der Donjon ist der zweitkleinste aus Stein gebaute in England. Nachdem der Donjon so klein war, vermutet man, dass andere wichtige Gebäude, wie der Rittersaal, an der Stelle gestanden haben müssen, an der heute die Lehrreihe steht. Ein Bericht von 1602 erwähnt „Mr Audior's chamber“, den Rittersaal und die Speisekammer. Wahrscheinlich gab es dort auch noch Stallungen und Wohngebäude für die dort stationierten Soldaten. In der Südwestecke des Geländes neben dem Haus des Stewards befand sich früher der Küchengarten. Der mittelalterliche Donjon und Teile der Kurtine sind bis heute erhalten, die mittelalterlichen Gebäude der Vorburg gibt es nicht mehr. Es existieren unterirdische Überreste des Eingangsgebäudes zur Burg und weiterer Gebäude. Ein Dokument von 1304 erwähnt Gräben und Burggräben, von denen man glaubt, dass sie etwas entfernt von der Burg weiter unten gelegen waren, aber diese wurden seither verfüllt. Der Fußweg, der den Mound bis zum Donjon hinaufführt, und der westliche Zugangsweg zur Burg sind vermutlich spätere Zubauten.

### Der Donjon
Der Donjon ist ein rechteckiger Turm mit flachen Pilastern an den Ecken, die Wehrtürmen ähneln, und 2,7 Meter dicken Wänden an der Basis. Das Erdgeschoss soll von oben durch eine Falltür zugänglich gewesen sein und an drei Seiten (mit Ausnahme der Nordwestmauer) zurückgesetzte Schießscharten in den Mauern gehabt haben. Zwei davon sind in Eingänge umgewandelt, der dritte an der Südwestmauer ist zugemauert worden. Der Haupteingang zum Donjon befand sich im ersten Obergeschoss an der Nordwestseite und war über eine Außentreppe zugänglich. Daneben, im westlichen Eckturm, ist der untere Eingang zu einer Wendeltreppe, die heute bis auf 14 Meter über dem Boden nach oben führt, etwas höher als die anderen bis heute erhaltenen Mauern. Der Donjon hatte vermutlich eine Brüstung mit mindestens einer Tourelle oberhalb der Wendeltreppe. Im ersten Obergeschoss gab es eine weitere Tür in der Südwestmauer und zurückgesetzte Schießscharten in den anderen Mauern. Die Tür könnte zu den Ringmauern der angrenzenden Kurtine geführt haben. Was heute ein weiterer Durchgang daneben zu sein scheint und durch einen rechtwinkligen Durchgang in den Donjon führt, war tatsächlich eine Mauerkammer mit Tonnengewölbe, die vermutlich an ihrem Ende eine Schießscharte in der Mauer hatte, die heute aufgebrochen ist. Diese Kammer könnte ein Aborterker gewesen sein, aber dies ist strittig. Die Mauern darüber zeigen keine Spuren irgendwelcher Öffnungen, nicht einmal zum Treppenhaus. Die Restaurierungsarbeiten könnten jeden Beweis für einen Durchgang zu einem eventuellen zweiten Obergeschoss mit Schlafkammern entfernt haben, oder die Mauern verdeckten ein geneigtes Dach, ähnlich dem am Donjon von Peveril Castle. Es gibt auch keine Hinweise auf offene Kamine in irgendeinem Teil des Donjons. Für die Reparaturen, die während der Restaurierung durchgeführt wurden, verwendete man Kalkstein aus Steinbrüchen im nahegelegenen Dorf Chatburn, sodass man die Zubauten heute identifizieren kann.

#### Das Loch
Die Schießscharte an der Südostseite des 1. Obergeschosses ist heute aufgeweitet, vermutlich das Ergebnis natürlichen Verfalls. Es gibt eine lokale Legende, dass der Teufel einmal Felsen in einer Schürze gesammelt und einen Felsbrocken von einer Stelle auf dem Pendle Hill namens Apronful (dt.: eine Schürze voll) auf die Burg geschleudert habe. Aber die Schürze riss, sodass ein Haufen Steine herunterfiel und dafür sorgte, dass der Felsbrocken stattdessen in der Nähe der Dorfkirche von Pendleton landete. Der Burgführer erwähnt diese lokale Legende: „Man sagt immer, dass das Loch in der Mauer des Donjons von Cromwell im englischen Bürgerkrieg stamme. Es ist nur eine Geschichte, aber man sagt, dass er die Burg angriff und sie mit einer Kanone vom Pendle Hill aus beschoss – es muss schon eine für damalige Zeiten gute Kanone gewesen sein, wenn sie so weit schießen konnte!“

### Torhaus und Kurtine
Es ist anzunehmen, dass der Torhausturm in etwa an der Stelle der heutigen steinernen Torsäulen an der Auffahrt zum Museum gestanden hat. Vermutlich verlief eine hohe, mit Zinnen versehene Mauer um den Gipfel des Hügels, bog hinter dem Haus des Stewards ab und lief hinter der Galerie des Stewards und um den Donjon herum. Eine Skizze aus dem 16. Jahrhundert zeigt ein viereckiges, zweistöckiges Torhaus mit einem normannischen, gerundeten Eingang, wobei die Tür eine Schlupfpforte enthielt; ein kleiner Teil könnte in der Mauer östlich davon erhalten sein. Möglicherweise ähnlich dem Obergeschoss auf Tickhill Castle könnte das Obergeschoss hier als Wohnung für den Kustodian gedient haben, der auch als Gefängniswärter arbeitete. Westlich davon ziehen die Überreste der Kurtine den Hügel hinauf und bilden die Verbindung zur Mauer auf dem Gipfel. Man denkt, dass die 1,8 Meter dicke Mauer, die den Donjon an drei Seiten umschließt, aus einer früheren Bauphase als der Donjon selbst stammt. Es könnte ein früherer, größerer Donjon mit einer Reihe von Anbauten gewesen sein, von dem später der südliche Teil abgerissen und der heutige Donjon im Inneren gebaut worden sein könnte. Wie der Donjon wurde auch dieser Teil der Mauer Mitte des 19. Jahrhunderts wieder aufgebaut, wobei die damals durchgeführten Arbeiten von den Originalen zu unterscheiden sind. Die nordwestliche Außenfassade ist dabei am besten erhalten. Ein Abschnitt der westlichen Kurtine in der Nähe des Brunnens ist heute noch erhalten, ist aber inzwischen von den anderen Mauerteilen durch die Stallungen und die Gerichtsgebäude getrennt. Die Burg wurde vermutlich in eine Kern- und eine Vorburg getrennt, wobei ein zweites Torhaus und/oder ein Graben über den Eingang zur Kernburg wachte. Von diesem Torhaus und/oder Graben ist allerdings keine Spur erhalten. Die Gartenterrassen, die Mitte des 18. Jahrhunderts angelegt wurden, haben einen Großteil des Geländes durchschnitten und machen es schwierig, die Grenzen des Burggeländes zu erkennen.

### Kapelle von St Michael de Castro
Die Kapelle von St Michael in der Burg ist in den Chartas ab 1120 erwähnt und war kirchlich getrennt von der alten Pfarre von Whalley. Einige Aufzeichnungen nennen sie außergemeindlich, und sie ist manchmal als Pfarrkirche der Burg und des Fronhofes, zu den Walddistrikten des Honours gehörig, beschrieben. Die Kapelle hatte verstärkte Mauern und bildete einen Teil der Kernburgmauer. Sie lag am südlichen Ende der Terrasse in der Nähe der alten Stallungen. Als Henry de Lacy (ca. 1251–1311), Whalley den Mönchen von Stanlaw (Whalley Abbey) überließ, behielt er die Kapelle und ihren Distrikt. 1334 klagte die Abtei gegen dieses Vorgehen und kaufte dann 1365 schließlich das Kirchenpatronat von John of Gaunt. Nach der Auflösung der englischen Klöster Ende der 1530er-Jahre wurden die Gaben, die sie unter den Mönchen erhalten hatte, an die Kapelle in Whitewell übertragen. 1660 war die Kapelle bereits eine Ruine und der Zuschuss für den Kaplan wurde an die Kirche St Mary Magdalene in Clitheroe übertragen. Im Jahre 1717 war von der Kapelle nicht als verfallene Mauern übrig.

### Rittersaal
Die Kernburg enthielt vermutlich auch einen Rittersaal. Ein Dokument von 1324 bezieht sich auf den Wiederaufbau eines Gebäudes, das nach der Menge an Material und Arbeitsstunden, die für den Bau benötigt wurden, die richtige Größe für einen Rittersaal gehabt hätte. Die Baumaterialien waren 30 Wagenladungen Holz aus Bowland, 12 weitere aus Leagram Park und 45 Wagenladungen Steinschindeln für das Dach. An den Arbeiten waren fünf Bauschreiner beteiligt und sie dauerten 17 Wochen.
Die Gerichtsverhandlungen der Harde wurden hier abgehalten, wobei der Steward des Honours als Richter agierte. Ursprünglich gab es alle drei Wochen eine Gerichtsverhandlung, aber irgendwann, vermutlich im 12. Jahrhundert, gab es nur noch zweimal im Jahr eine solche Verhandlung; die dreiwöchigen Verhandlungen wurden auf Streitgegenstände bis zu einem Wert von 40 Shillings beschränkt. Die Fronhofgrundherrschaften hielten stattdessen ‘’Halmote’’-Verhandlungen ab; die für die Grundherrschaften Chatburn, Worston und Pendleton fanden ebenfalls auf Clitheroe Castle statt.

### Gefängnis
Es ist bekannt, dass die Burg auch als Gefängnis gedient hat, gelegentlich waren dort wichtige Leute inhaftiert. König Heinrich VI. könnte hier kurzzeitig eingesperrt worden sein, da er 1464, während der Rosenkriege, bei Clitheroe gefangen genommen wurde. 1506 wurde der Kustodian in seinem eigenen Gefängnis festgesetzt, nachdem er an einem Treffen bewaffneter Männer in Whalley teilgenommen hatte. Ob der Donjon als Gefängnis genutzt wurde, ist nicht sicher; es könnte stattdessen einen eigenen Kerker in der Kernburg gegeben haben.

## Museum

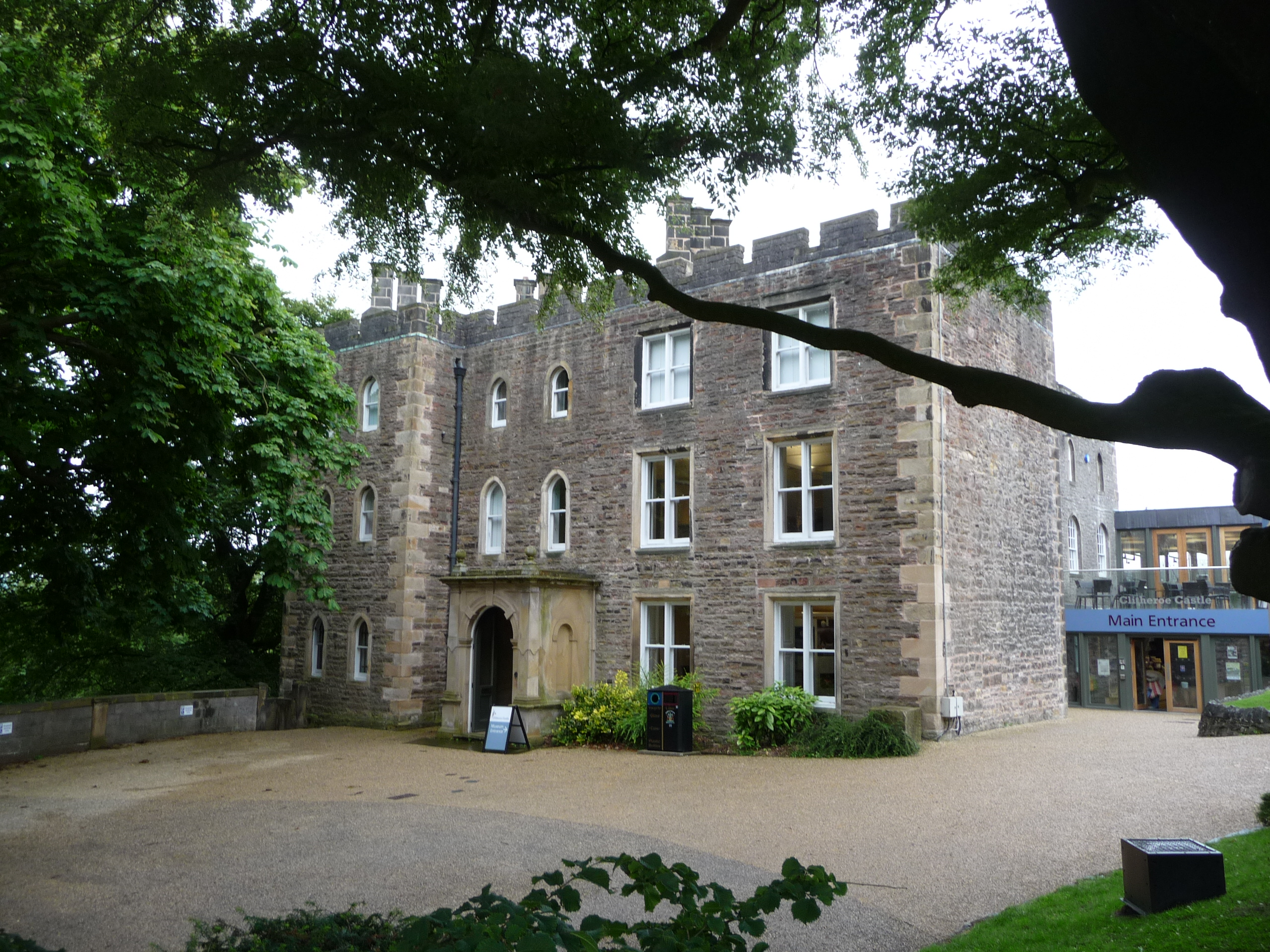
Clitheroe Castle Museum

Heute bilden die Gebäude auf dem Burggelände das Clitheroe Castle Museum. Das Hauptgebäude des Museums ist das frühere Steward's House, ein gelistetes historisches Gebäude II. Grades, das ursprünglich im 18. Jahrhundert erbaut und später ergänzt und umgebaut wurde. Im früheren Gerichtsgebäude befinden sich heute wechselnde Ausstellungen unter dem Namen Steward's Gallery. Das Museum wurde ursprünglich 1954 in der Steward's Gallery eröffnet. Es wurde einer £ 3,5 Mio. teuren Restaurierung und Umgestaltung unterzogen und wurde am 23. Juni 2009 von Richard, 2. Duke of Gloucester, neu eröffnet. Seine sozialgeschichtliche Sammlung besteht aus 5000 Stücken und die geologische Sammlung enthält vier Muster figurierter Exemplare. Das Museum besitzt auch kleinere Sammlungen der Naturgeschichte, örtlicher Kunst und zeitgenössischer Kleidung. Die archäologische Sammlung enthält Fundstücke von den Ausgrabungen auf dem Burggelände.

## Burggelände

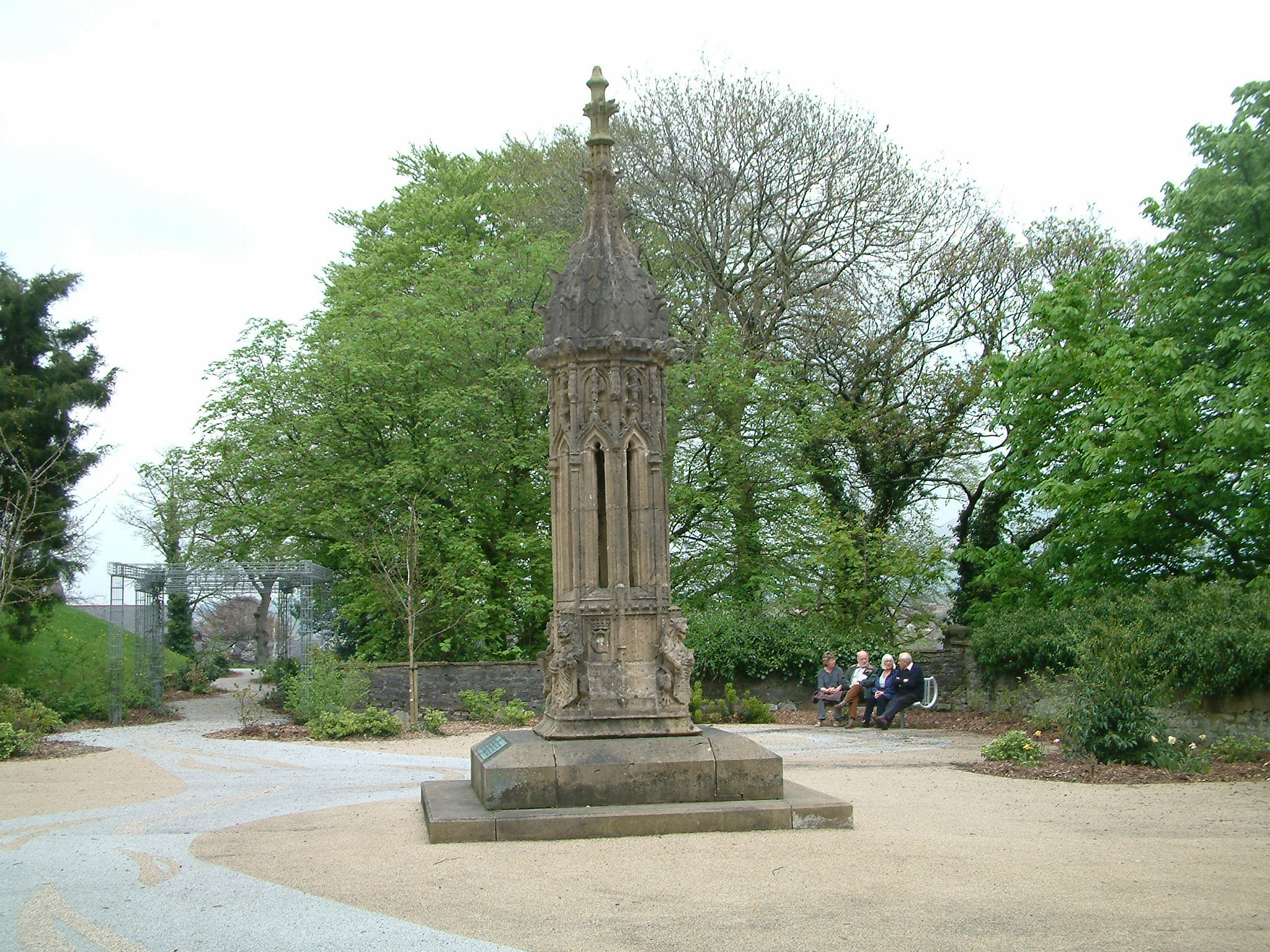
Fiale im früheren Rosengarten

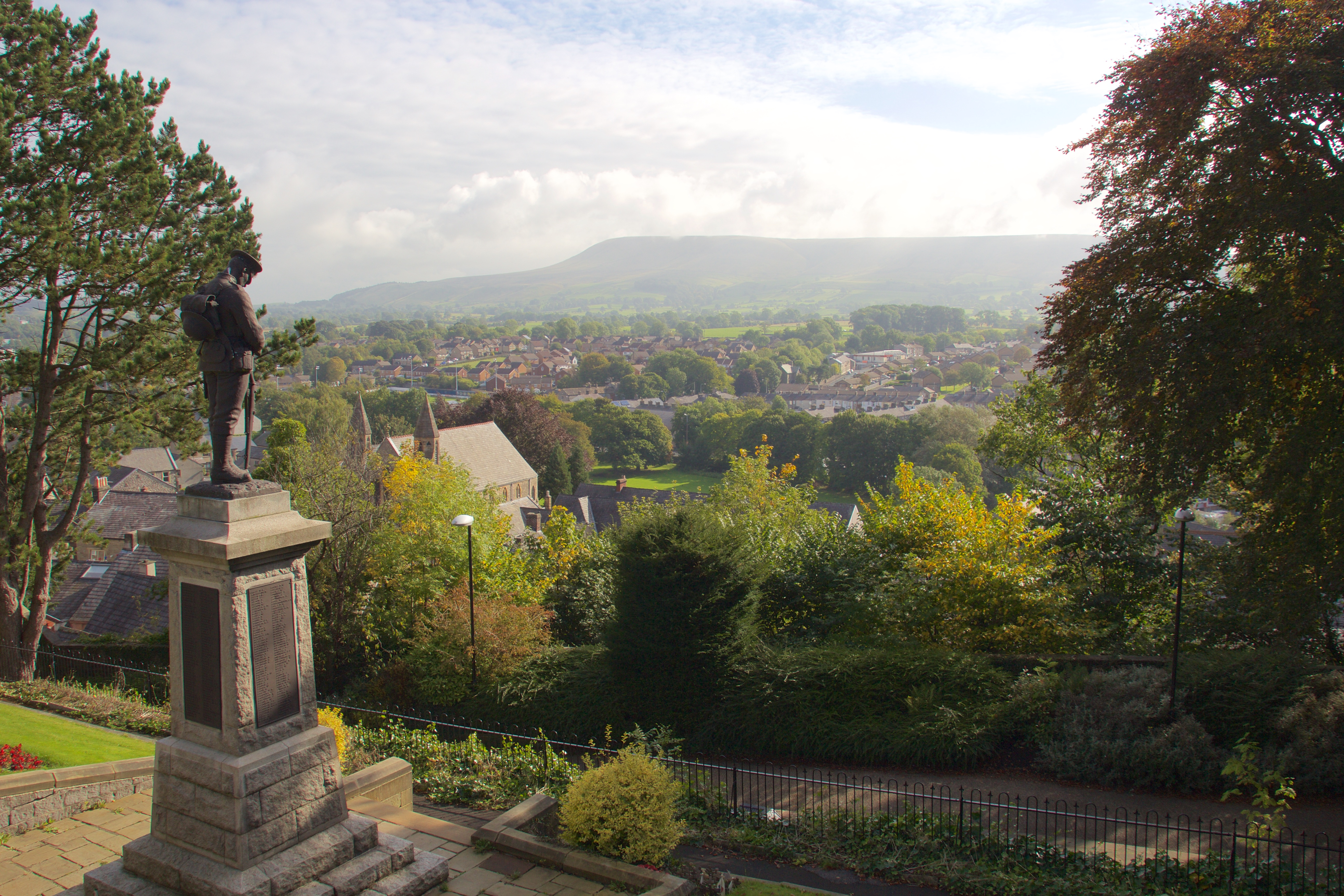
Kriegerdenkmal mit Pendle Hill am Horizont

Das 6,4 Hektar große Burggelände wurde als öffentlicher Park angelegt, nachdem das Anwesen von der Verwaltung erworben worden war. Von den 1920 gesammelten £ 15.000 wurden £ 9500 für den Kaufpreis verwendet und der Rest für die Gestaltung des Parks. Er enthält die Anfang des 18. Jahrhunderts für das Wohnhaus des Stewards angelegten Gartenterrassen. Bowling Greens, Tennisplätze, ein Putting Green, eine Konzertbühne und ein Pavillioncafé wurden angelegt sowie besondere Bäume als Teil der Landschaftsparkgestaltung gepflanzt, z. B. eine Rotbuche oder ein Urweltmammutbaum. Das Kriegerdenkmal, eine Skulptur eines Soldaten auf einem Podest in Trauerpose mit gesenktem Kopf und zurückgezogenen Waffen, steht südlich des Donjons. Ein Schild verkündet: „Aufgestellt von den Einwohnern von Clitheroe in dankbarer Erinnerung an ihre Mitbürger, die ihr Leben für die Verteidigung ihres Königs und ihres Landes im Großen Krieg 1914–1918 gelassen haben.“ Der Bildhauer war Louis Frederic Roslyn. Die gleiche Figur bildet das Denkmal in Slaidburn.
Das Kernstück des alten Rosengartens südlich der Burg ist eine Tourelle vom Palace of Westminster, die der Gemeinde 1937 von ihrem Parlamentsabgeordneten, Sir William Brass zur Erinnerung an die Krönung von König Georg VI. gestiftet wurde. Die auch ‘’The Pinnacle’’ genannte Fiale stammt aus den Umbaumaßnahmen am Palace of Westminster Mitte der 1800er-Jahre. Die Clitheroe Civic Society hat das Denkmal überholen lassen, nachdem man festgestellt hatte, dass die rostenden Stahlbefestigungen den Stein beschädigt hatten.
Im April 2006 wurde ein neuer Skatepark an der Woone-Lane-Ecke des Burggeländes offiziell eröffnet; die Baukosten von £ 200.000 brachte die gemeinnützige Lancaster Foundation auf. Ebenfalls 2006 wurde ein Rasenlabyrinth, entworfen von Jim Buchanan, eröffnet. 2010 wurden zehn Tafeln, auf denen wichtige Ereignisse in der Geschichte von Clitheroe dargestellt sind an den Mauern des Kreativgeländes in der Nähe des Donjons angebracht. Zur Erinnerung an den 400. Jahrestag der Hexenprozesse von Pendle wurde ein Weitwanderweg namens Lancashire Witches Walk geschaffen. Zehn Dreizeiler-Wegmarkierungen, entworfen von Stephen Raw, jede versehen mit einem Vers eines Gedichtes von Carol Ann Duffy, wurden entlang der Route aufgestellt.
Das jährlich in der Stadt aufgeführte Feuerwerk Guy Fawkes Night gehört zu den regelmäßigen Veranstaltungen auf dem Gelände.

### Burgfelsen
Der Donjon liegt auf dem Gipfel eines großen Karbonfelsens, dem höchsten und im weiten Umkreis herausragendsten Punkt. Dieser Felsen wurde jetzt als ein Waulsortian Mudmound identifiziert. Er besteht aus hellgrauem, ungegründetem Mikrit, der stark mit Kalzitadern durchzogen ist. Es gibt einige Galenit- und Sphalerit-Mineralisationen in den Adern. Er ist reich an Fossilien: hauptsächlich Knöchelchen von Seelilien und Haarsternen, zusammen mit Schnecken und Armfüßern. Es gab viel Streit darüber, wie solch Mudmounds entstanden sein könnten; eine Theorie führte dazu, dass sie „Riffhügel“, „Hügelriffe“ oder „Biothermen“ genannt wurden, aber eine Arbeit von Miller & Grayson erklärte 1972 ihren Aufbau. Clitheroe Castle steht auf dem südwestlichsten einer Reihe von Mudmounds im Bowland-Unterbasin des Craven-Basins. Er wird „Clitheroe-Riff-Gürtel“ genannt. Dort enthalten sind die wichtigen geologische Stätten in den Steinbrüchen von Salthill und Bellman, am Crow Hill sowie in Warsaw, Gerna und Sykes.